# Grand-verdier d'Arabie
Rhynchostruthus percivali
Espèce
Synonymes
- Rhynchostruthus socotranus percivali Ogilvie-Grant, 1900

Statut de conservation UICN

 NT  : Quasi menacé
Le Grand-verdier de Somalie (Rhynchostruthus percivali) est une espèce de passereaux de la famille des Fringillidae. Il était autrefois considéré comme une sous-espèce du « Grand-verdier à ailes d'or » (R. socotranus s.l.), aujourd'hui éclaté en trois espèces formant le genre Rhynchostruthus. Les deux autres espèces sont le Grand-verdier de Socotra (R. socotranus) et le Grand-verdier de Somalie (R. louisae).

## Écologie et comportement

### Alimentation
Son bec épais suggère une adaptation à une alimentation de graines dures. Selon Fry (1992) et ses collègues, ils se nourrissent des fruits de la Myrrhe abyssinienne (Commiphora habessinica). Martins (1987) observa un spécimen en train de mâchonner les fruits charnus de l'euphorbe Euphorbia schimperi pour en absorber le jus et extraire les petites graines à l’intérieur. Il remarqua que les fruits de Jujubier (Ziziphus sp.) et du Genévrier d'Afrique (Juniperus procera) sont aussi consommés.

### Mœurs
Le Grand-verdier d'Arabie se déplace seul ou en bandes erratiques en quête de nourriture. Les groupes peuvent atteindre 30 individus mais ne se forment qu’après la saison de reproduction. Ces volées se perchent souvent en petits groupes, à la manière des moineaux, en haut des buissons.

### Parade nuptiale
Martins (1987) avait entendu des chants en octobre et en novembre 1985. Il avait vu, à plusieurs reprises, des mâles, en parade nuptiale, exécuter des descentes en plané et des vols papillonnants de type verdier avec les ailes maintenues constamment au-dessus du dos. Il avait également assisté à une parade nuptiale mettant en scène un oiseau perché à trois mètres de hauteur sur une branche d’acacia (Acacia mellifera) tout en agitant les ailes et en faisant trembler la queue face à un congénère pendant environ une minute.

### Nidification
Le nid et les œufs n’avaient jamais été décrits jusqu’à la publication des deux rapports circonstanciés de Fry (1992) puis de Brown (1993).
Fry (1992) rapporte la découverte du tout premier nid à Wadi Hinna, sud d’Oman. Il décrit le site de nidification comme une vallée escarpée arrosée d’un petit cours d’eau permanent à environ 50 km à l’est de Salalah. Le pied de la vallée est pourvu d’une végétation arborée luxuriante et l’oued est réputé pour ses nombreux Baobabs africains (Adansonia digitata). Quelques grands verdiers fréquentent le secteur malgré la relative rareté des euphorbes auxquels ils sont inféodés ailleurs. Fry et ses collaborateurs étudièrent les grands verdiers pendant plusieurs heures les 17, 18 et 19 avril 1991. Le matin du 17 avril, un couple construisit un nid en seulement 30 visites réparties sur 2 h 30 dans la couronne d’un arbre (Delonix elata) haut d’environ huit mètres. C’était une coupe grossière et peu profonde constituée de fins rameaux gris de D. elata de 4–6 cm de long et de 1 mm de diamètre. D’autres matériaux provenaient d’un ancien nid de Tisserin de Rüppell (Ploceus galbula) qui faisait partie d’une colonie proche. Les grands verdiers apportèrent aussi au moins sept petites formations blanches de 5 mm de long, peut-être des chatons ou des cocons qu’ils incorporèrent au nid. La construction se poursuivit le 18 avril mais peu de visites au nid furent notées le 19. 
Brown (1993), en compagnie de Bill Simpson, découvrit un nid le 26 mars 1992 à seulement 200 m du site de 1991. Ils avaient entendu un cri inhabituel provenant d’un arbre penché et y repérèrent deux oiseaux dont l’un était manifestement en train de couver. Ils prirent quelques photos mais de piètre qualité. Quelque temps après, Brown observait seul les oiseaux d’un autre site quand il rencontra M. Gallagher, Charles Hilary Fry et J.S. Ash le 17 avril 1992. Il les amena au nid découvert peu avant et, comme il semblait abandonné, Gallagher grimpa à l’arbre peu robuste pour l’enlever. Il était placé dans une fourche à trois branches d’un Anogeissus dhofarica à quatre mètres de hauteur sur un versant boisé, près d’un cours d’eau. Il fut mesuré et photographié puis déposé au muséum d’histoire naturelle d’Oman, Muscat. C’était une coupe grossière de fines brindilles avec un revêtement intérieur de très fines herbes sèches sur une assise de rameaux. Des cocons et une capsule de chrysalide étaient incorporés à la structure. Des restes de fientes au fond du nid suggéraient que des jeunes avaient bien été élevés.

## Habitat et répartition
Gallagher & Woodcock (1980) ont décrit l’habitat comme un ensemble de versants boisés d’acacias, d’euphorbes et de genévriers, de coteaux buissonneux et de zones arides situés sur des hauts plateaux. Martins (1987), a mentionné des terrains rocailleux couverts de buissons à moyenne ou haute altitude (aussi bas que 150 m à Socotra) pourvus d’une végétation dominée par des euphorbes (Euphorbia sp.) et des acacias (Acacia sp.).

## Répartition
Cette espèce peuple la péninsule Arabique.

## Taxinomie
Le nom d'espèce est dédié au collecteur du spécimen type, Arthur Blayney Percival.

## Phylogénie
Meinertzhagen (1954), en raison de son gros-bec et du dessin du plumage, pensait que le genre Rhynchostruthus était plus proche des fringilles himalayens qu’africains ou même européens tout en admettant la possibilité d’une parenté avec Carduelis. Ripley & Bond (1966) soutenaient la thèse d’une affinité himalayenne. Lees-Smith (1986), par l’étude de la morphologie et de la coloration du plumage, pensait qu’il avait évolué à partir du même stock que les carduélinés mais sans ressemblance avec un quelconque fringille africain. Martins (1987) constatait aussi chez le Grand-verdier d'Arabie une ressemblance avec certaines vocalisations de type Verdier d'Europe, Chardonneret élégant ou Linotte du Yémen. Selon Clement et al. (1993), il s’agit d’une espèce relique descendant des fringilles à gros-bec de l’est-asiatique mais Groth (1998), par ses analyses génétiques, a établi que Rhynchostruthus occupe un clade incluant des Serinus, certains Carduelis, les Loxia et Rhodospiza obsoleta. Fry & Keith (2004) considèrent Rhynchostruthus comme proche de Carduelis en raison de similarités morphologiques au point de l’inclure même dans le genre Carduelis.